# 香川県の資格者配置路線
香川県の資格者配置路線（かがわけんのしかくしゃはいちろせん）とは、交通誘導警備業務に関し、道路又は交通の状況により、香川県公安委員会が道路における危険を防止するため必要と認める路線である。当該路線で交通誘導警備業務を実施するにあたっては、交通誘導警備業務を実施する場所ごとに、交通誘導警備業務1級検定又は2級検定の合格証明書の交付を受けた警備員を1名以上配置しなければならない。

## 告示・施行
- 2006年12月1日：告示　　香川県公安委員会告示第9号
- 2007年6月1日：施行

## 路線一覧
|    | 路線名                   | 区間           |
| -- | ------------------------ | -------------- |
| 1  | 国道11号                 | 香川県の区域内 |
| 2  | 国道32号                 | 香川県の区域内 |
| 3  | 国道193号                | 香川県の区域内 |
| 4  | 国道318号                | 香川県の区域内 |
| 5  | 国道377号                | 香川県の区域内 |
| 6  | 国道436号                | 香川県の区域内 |
| 7  | 国道438号                | 香川県の区域内 |
| 8  | 主要地方道志度山川線     | 香川県の区域内 |
| 9  | 主要地方道観音寺池田線   | 香川県の区域内 |
| 10 | 主要地方道高松王越坂出線 | 香川県の区域内 |
| 11 | 主要地方道丸亀詫間豊浜線 | 香川県の区域内 |
| 12 | 主要地方道詫間琴平線     | 香川県の区域内 |
| 13 | 主要地方道善通寺大野原線 | 香川県の区域内 |
| 14 | 主要地方道土庄福田線     | 香川県の区域内 |
| 15 | 主要地方道塩江屋島西線   | 香川県の区域内 |